# Psí vojáci
Psí vojáci byla pražská undergroundová skupina působící v letech 1979–2011 a 2012–2013, jejíž ústřední postavou byl až do své smrti zpěvák, pianista, skladatel a textař Filip Topol. Skupinu založil už v roce 1979 se svými tehdejšími spolužáky ze základní školy bubeníkem Davidem Skálou a baskytaristou Janem Hazukou. Kapela patřila k nejdůležitějším seskupením českého předrevolučního undergroundu.
Název Psí vojáci si zvolili podle válečného spolku indiánského kmene Šajenů z románu Thomase Bergera Malý velký muž. Hudba Psích vojáků má kořeny ve světovém undergroundu, značný je však i vliv skladatelů druhé půle 18. století. Filip Topol příležitostně vystupoval také sám s pianem a repertoárem ze svých sólových alb, která jsou jeho niternou výpovědí.
V srpnu 2011 skupina ukončila činnost, nakrátko obnovena byla v říjnu 2012, a to v původní sestavě, ale smrt Filipa Topola v červnu 2013 znamenala pro kapelu definitivní konec.

## Historie

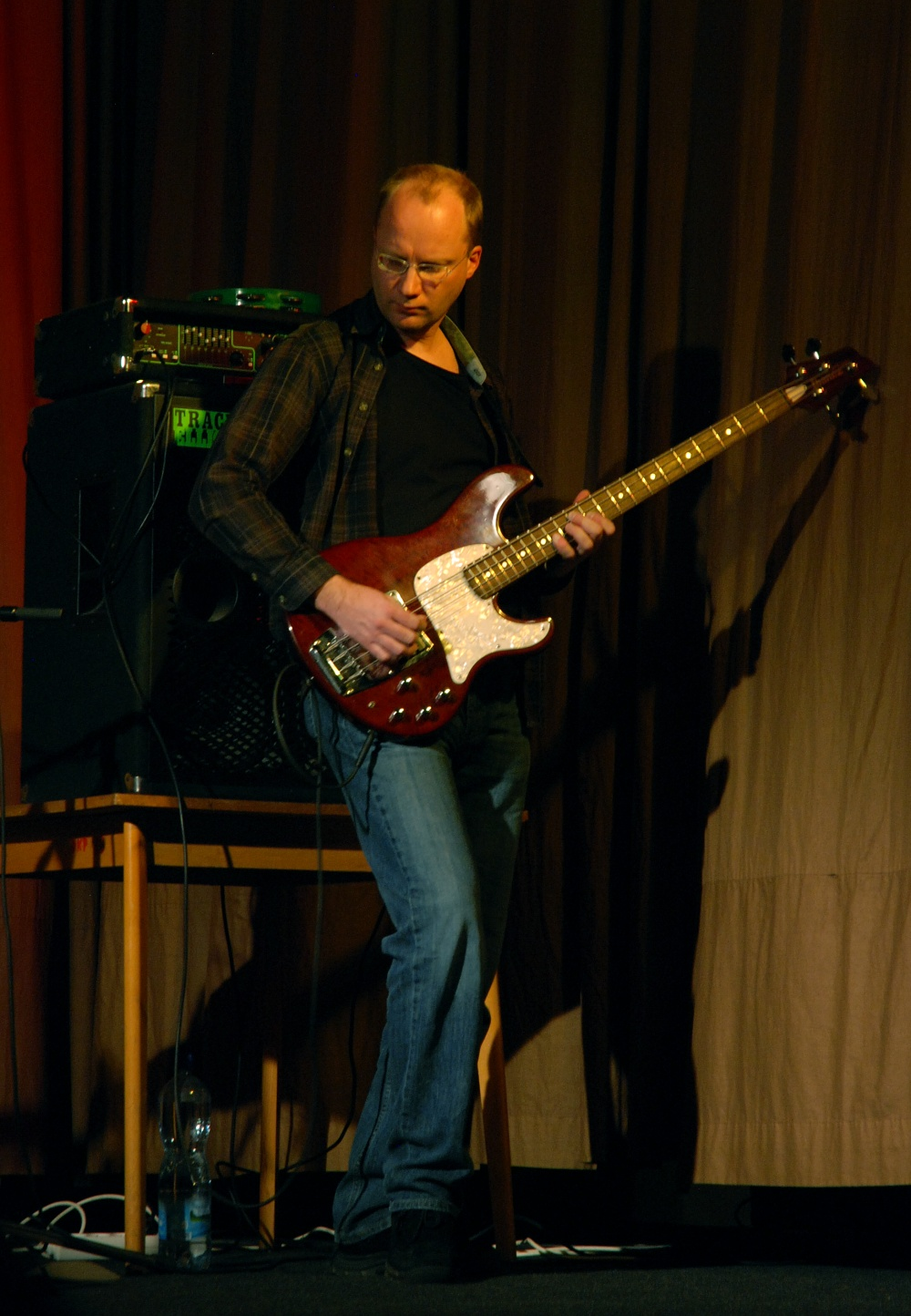
Luděk Horký

Psí vojáci poprvé veřejně vystoupili už v roce 1979 na IX. Pražských jazzových dnech a vzápětí se stali předmětem zájmu Státní bezpečnosti. Bylo jim tehdy pouhých 13 let. Filip Topol u svého prvního výslechu ještě ani neměl občanský průkaz. Skupina nemohla veřejně vystupovat a účastnila se jen soukromých undergroundových akcí (jako například na Hrádečku u Václava Havla). Během několika let skupina prošla změnami stylu i obsazení. Zpočátku textařsky spolupracovala s Filipovým bratrem Jáchymem, později začal skládat texty sám Filip. Od poloviny 80. let kapela vystupovala pod krycím názvem P.V.O. (Psí vojáci osobně) a její domovskou scénou se stal pražský Juniorklub Na Chmelnici (nyní působící v Paláci Akropolis).
Po roce 1989 se Psí vojáci stali oblíbenou koncertní atrakcí a kromě klubových koncertů se účastnili i řady festivalů. Podnikli klubová turné po Maďarsku, Rakousku, Německu a Holandsku, představili se na festivalech v Belgii a ve Francii. Jejich písně byly použity ve filmech (Žiletky režiséra Zdeňka Tyce, kde si Filip Topol zahrál hlavní roli), podíleli se i na scénické hudbě k několika divadelním představením.
„V Psích vojácích bylo vždycky něco punkovýho. Pankáče oslovujeme jiným způsobem, než skutečně punkový kapely, ale mám za to, že s tím, co oni cítí, máme hodně společnýho.“ (Filip Topol v rozhovoru pro Rock & Pop 11/99)

## Diskografie

### Studiová alba
- P.V.O. (Rock debut 6), Panton, 1989 (EP)
- Nalej čistého vína, pokrytče, Globus International, 1991(LP)
- Leitmotiv, Globus International, 1991(LP)
- Baroko v Čechách, Black Point, 1993, 2000
- Sestra, Indies Records, 1994
- Brutální lyrika, Indies Records, 1995
- Hořící holubi, Indies Records, 1997
- Myši v poli a jiné příběhy, Indies Records, 1999
- Studio 1983-85, Black Point, 2000
- U sousedů vyje pes, Indies Records, 2001
- Slečna Kristýna, Indies Records, 2002
- Těžko říct, Indies Records, 2003

### Živé nahrávky
- Vol. 1 a Vol. 2, Black Point, 1990
- 1979/80 Live, Black Point, 1991
- Live I. a Live II., Gang Records, 1993
- Nechoď sama do tmy, Black Point, 1995
- Mučivé vzpomínky, Black Point, 1997
- Psi a vojáci, Black Point, 2000
- Od výčepu k baru (live 1987/1989), Guerilla Records, 2021

### Kompilace
- Národ Psích vojáků, Indies Records, 1996

### Singl
- Žiletky, 1994

### Tribute alba
- Sbohem a řetěz, 2015